# Aréna Iamgold
Die Aréna Iamgold ist eine Mehrzweckhalle in der kanadischen Stadt Rouyn-Noranda, Provinz Québec. Sie bietet 2.150 Sitzplätze (maximal 3.500 Plätze).

## Geschichte
Die Halle wurde 1939 eröffnet und trug bis 2010 den Namen Aréna Dave-Keon, nach Dave Keon, der Mitglied in der Hockey Hall of Fame ist und aus Rouyn-Noranda stammt. In der Halle werden die Heimspiele des ortsansässigen Eishockeyteams Huskies de Rouyn-Noranda aus der QMJHL ausgetragen. Im August 2010 wurde die Halle in Aréna Iamgold, durch den Verkauf des Namensrechts an das Bergbauunternehmen Iamgold (International African Mining Gold Corporation) aus Toronto, umbenannt.